# Вилантерио
Вилантѐрио (на италиански: Villanterio, на местен диалект: Vilanté, Виланте) е малко градче и община в Северна Италия, провинция Павия, регион Ломбардия. Разположено е на 750 m надморска височина. Населението на общината е 3266 души (към 2010 г.).